# Albi di Dylan Dog (2011)
Albi del fumetto Dylan Dog pubblicati nel 2011.
| Nr. | Titolo                    | Mese di pubblicazione | Soggetto             | Sceneggiatura        | Disegni                                          | Copertina    |
| --- | ------------------------- | --------------------- | -------------------- | -------------------- | ------------------------------------------------ | ------------ |
| 292 | Anime prigioniere         | gennaio               | Paola Barbato        | Paola Barbato        | Angelo Stano                                     | Angelo Stano |
| 293 | Gli ultimi immortali      | gennaio               | Giovanni Di Gregorio | Giovanni Di Gregorio | Nicola Mari                                      | Angelo Stano |
| 294 | Piovono rane              | febbraio              | Andrea Cavaletto     | Andrea Cavaletto     | Luigi Piccatto                                   | Angelo Stano |
| 295 | Tra moglie e marito...    | marzo                 | Giancarlo Marzano    | Giancarlo Marzano    | Franco Saudelli                                  | Angelo Stano |
| 296 | La seconda occasione      | aprile                | Paola Barbato        | Paola Barbato        | Giampiero Casertano                              | Angelo Stano |
| 297 | Il sortilegio             | maggio                | Giancarlo Marzano    | Giancarlo Marzano    | Corrado Roi                                      | Angelo Stano |
| 298 | Nella testa del killer    | giugno                | Giovanni Gualdoni    | Giovanni Gualdoni    | Giovanni Freghieri                               | Angelo Stano |
| 299 | Una affezionata clientela | luglio                | Giancarlo Marzano    | Giancarlo Marzano    | Ugolino Cossu                                    | Angelo Stano |
| 300 | Ritratto di famiglia      | agosto                | Pasquale Ruju        | Pasquale Ruju        | Angelo Stano (colori a cura dello Studio Rudoni) | Angelo Stano |
| 301 | L'imbalsamatore           | settembre             | Pasquale Ruju        | Pasquale Ruju        | Luigi Piccatto                                   | Angelo Stano |
| 302 | Il delitto perfetto       | ottobre               | Luigi Mignacco       | Luigi Mignacco       | Bruno Brindisi                                   | Angelo Stano |
| 303 | Il divoratore di ossa     | novembre              | Giovanni Di Gregorio | Giovanni Di Gregorio | Giampiero Casertano                              | Angelo Stano |
| 304 | Terrore ad alta quota     | dicembre              | Giovanni Di Gregorio | Giovanni Di Gregorio | Daniele Bigliardo                                | Angelo Stano |

## Anime prigioniere
A seguito di un incidente in cui perde la vita, una ragazzina, Lula, si ritrova ad essere uno spettro incapace di andare nell'Aldilà. Essendo in grado di comunicare coi vivi, si rivolge a Dylan Dog, affinché comprenda il motivo per cui la ragazza non riesce a varcare la soglia. La ragazza è inoltre tormentata quotidianamente da un cagnolino in grado di farla soffrire.

## Gli ultimi immortali
Il signor Hudson è il proprietario di una casa di riposo, la Garden House, insospettito dal fatto che alcuni dei residenti siano incredibilmente longevi, per cui chiede a Dylan Dog di indagare. Dylan indagherà così in incognito, ma dopo il suo arrivo i sospettati cominceranno a morire uno dopo l'altro.

## Piovono rane
Su Craven Road incombe da qualche giorno una misteriosa pioggia di animali, forse dovuta agli sconvolgimenti climatici del pianeta. Dylan Dog si mette così alla ricerca del professor John Schneider, un climatologo misteriosamente sparito anni prima durante una spedizione in Tibet alla ricerca del "respiro della Terra", una formula segreta che sarebbe in grado di guarire tutti i mali del pianeta.

## Tra moglie e marito...
Brett Balsey è un ragazzo dalla vita tranquilla fino al giorno in cui incontra Ilyana, una ragazza straniera di cui si innamora e decide di sposare. A seguito di incredibili accadimenti, l'uomo si rivolge a Dylan Dog, convinto che la ragazza sia una strega.

## La seconda occasione
A seguito di un litigio con l'attuale fidanzata, Becky, Dylan Dog si allontana dalla casa di lei. Pentitosi, decide di tornare indietro, ma quando arriva trova la ragazza assassinata. Si mette così all'inseguimento dell'assassino e una volta trovato, in un impeto di rabbia, si vendica uccidendolo. Divorato dal rimorso, decide così di fare un tragico patto col Destino. 

## Il sortilegio
A seguito di strani malanni Dylan Dog si reca da diversi medici i quali forniscono tutti lo stesso responso: si tratta semplicemente di accumulo di stress. Dylan non sa che qualcuno, come in un rito voodoo, sta conficcando spilloni su una bambolina di cera, sua fedele riproduzione.

## Nella testa del killer
Dylan Dog è alla ricerca di Buster, un pericoloso serial killer. L'uomo ha catturato la famiglia di Lenny Atherton, minacciando di ucciderla. Dylan cerca così di aiutare Lenny, quello che ancora non sa è che Buster e Lenny sono in realtà la stessa persona, un uomo che fin da bambino aveva una terribile doppia personalità.

## Una affezionata clientela
Il signor Brennan gestisce una piccola drogheria a Bromley assieme alla figlia Emily. In questo negozio si aggirano tranquillamente le anime dei clienti defunti, alle quali il proprietario si è persino affezionato. Chiederà quindi l'aiuto di Dylan Dog quando, preoccupato, si accorgerà che le anime stanno cominciando a scomparire.

## Ritratto di famiglia
Attraverso il disegnatore Crandall Reed, già conosciuto nell'albo Morgana, il quale sta scrivendo l'ultima storia di Dylan Dog, il lettore sarà riportato all'infanzia di Dylan, passando tra i personaggi più importanti, da Xabaras a Morgana, da Cagliostro a Sybil Browning. 
- Albo celebrativo, il trecentesimo numero, come di consueto completamente a colori.
- Il disegnatore Angelo Stano raffigura se stesso nel fumettista Crandall Reed, nome ispirato a quello del fumettista statunitense Reed Crandall[2][3].

## L'imbalsamatore
Ancora una volta, per le strade di Londra persone comuni si trasformano, come possedute, in feroci assassini. Ancora una volta sarà Dylan Dog ad indagare e gli indizi lo porteranno ad una vecchia fabbrica di automobili dismessa, la Blaze, fallita dopo la morte di Angelica Blaze, ultima erede della famiglia.

## Il delitto perfetto
Mark Question è un giornalista che nei suoi articoli si è sempre scagliato contro Dylan Dog definendolo un ciarlatano. Un giorno viene ritrovato assassinato, a quanto dicono diversi testimoni, da Dylan, nel suo studio con un colpo di pistola in fronte e senza apparente motivo. Tre forumisti di un fanclub dell'Indagatore dell'Incubo, scriveranno una storia ciascuno in grado di scagionarlo.

## Il divoratore di ossa
Alcuni operai addetti alla demolizione del vecchio cimitero abbandonato di Eastweek, durante il loro lavoro avvertono strane presenze e rumori inquietanti. Si rivolgono così a Dylan Dog affinché scopra cosa sta accadendo nel cimitero.

## Terrore ad alta quota
Dylan Dog per vincere la sua paura di volare accetta di eseguire una simulazione all'interno di un aereo assieme ad altre persone con la sua stessa fobia. Ad un tratto però nell'aereo si inizieranno a chiudere i portelli e ad accendersi i motori da soli e l'aereo prenderà quota senza che nessuno lo piloti.